# Paul-Grüninger-Stadion
Il Paul-Grüninger-Stadion è lo stadio che ospita le partite casalinghe del SC Brühl.
Nel 2006 venne dedicato a Paul Grüninger, un Giusto tra le nazioni, calciatore che vinse con la squadra il campionato 1914-1915 e che è stato presidente al 1924 al 1927 e dal 1937 al 1940, quando si dimise in seguito alla sua condanna per avere, in quanto capitano e comandante della polizia cantonale di San Gallo, falsificato documenti, permettendo così a diverse centinaia di ebrei e altri fuggiaschi di scappare dal Terzo Reich.